# Gnophos hamadana
Gnophos hamadana là một loài bướm đêm trong họ Geometridae.